# Scania S-Серії
Scania S-Серії (англ. Scania S-Series) — це серія вантажних автомобілів для перевезення вантажів на далекі відстані, що виробляються компанією Scania з 2016 року.

## Опис

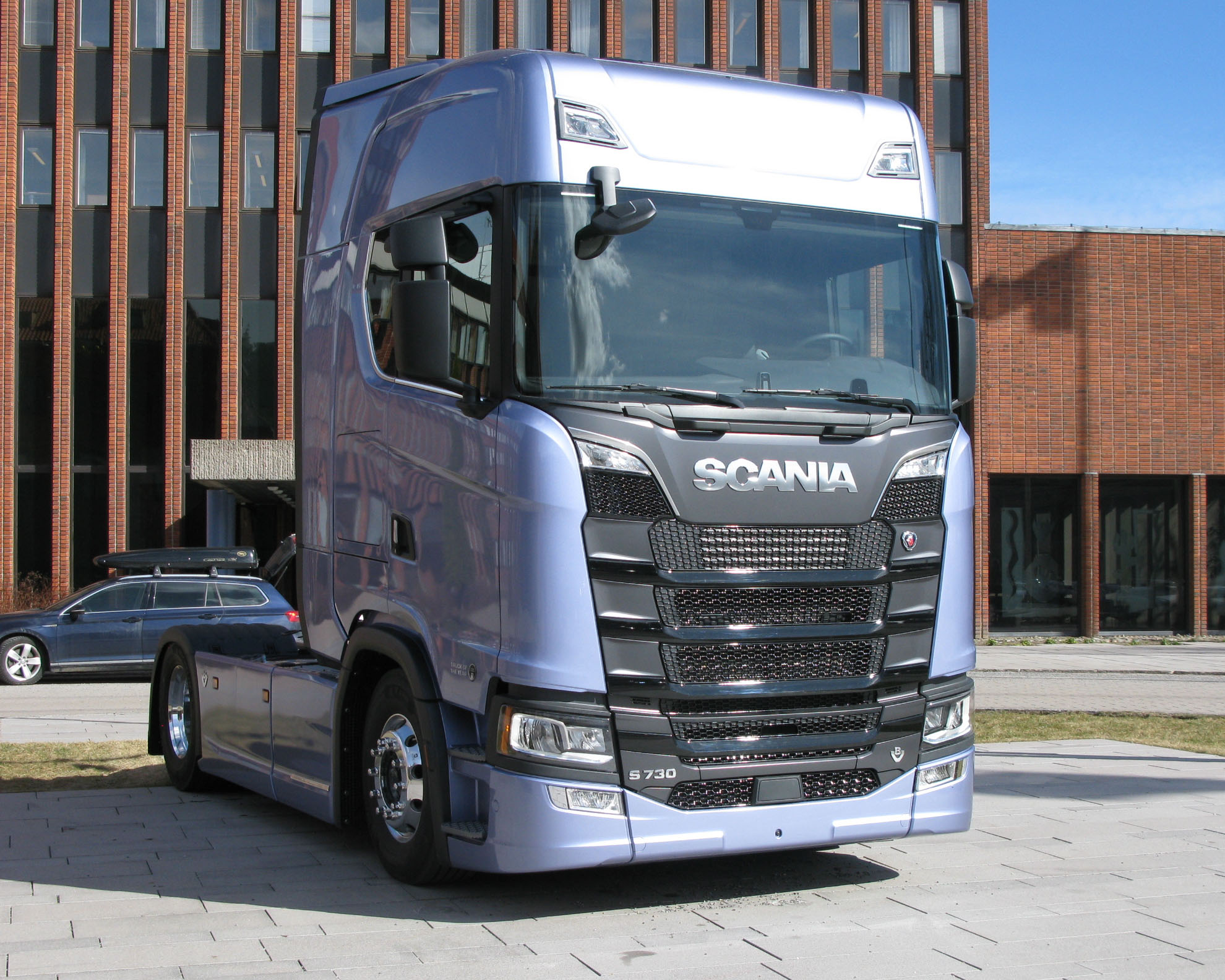
Scania S730 V8

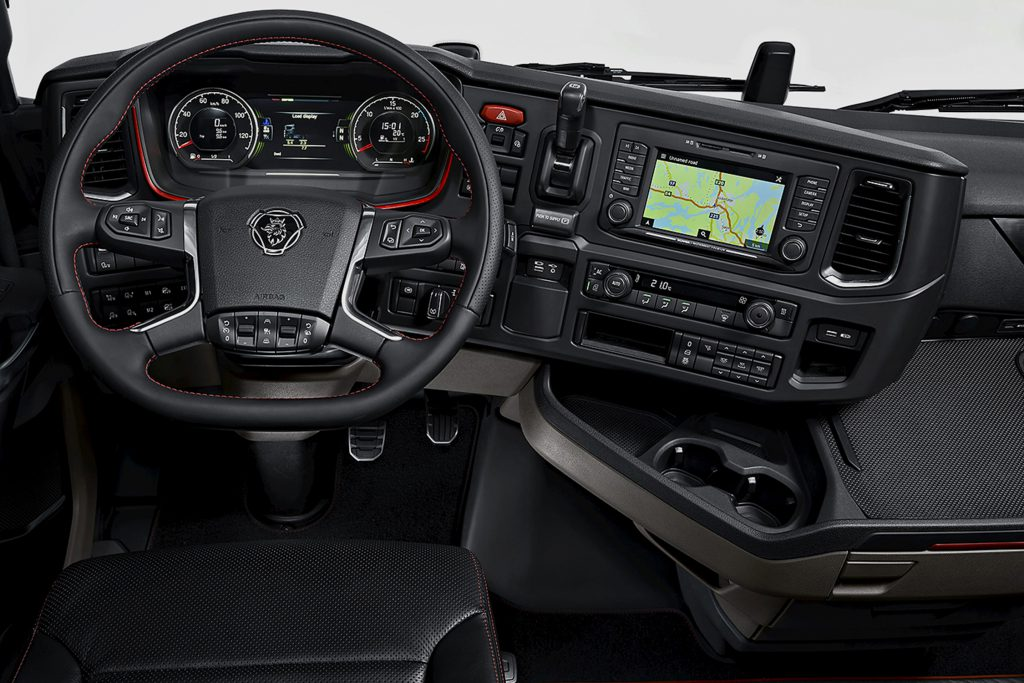
Scania S730 V8

23 серпня 2016 року на офіційному сайті представлене нову модель Scania S-Серії, яке дебютувала разом з другим поколінням Scania R-Серії. Автомобіль пропонується з кабіною Sleeper-normal cab і Sleeper-Highline. Колісні формули для сідлових тягачів і шасі: 4х2, 6х2 з другим ведучим мостом та 6х2 з третім ведучим мостом. Від Scania R-Серії вантажівка відрізняється вищою кабіною і відсутністю в ній центрального тунелю та рівнем підлони, як в Mercedes-Benz Actros 1845 GigaSpace.
На автосалоні IAA в Ганновері 2016 року модель отримала титул «Вантажівка 2017 року».
28 вересня 2020 року шведська компанія презентувала свій новітній мотор Scania V8 DC16 123 потужністю 530, 590, 660 та 770 к.с. Порівняно з попередником новий V8 має понад 70 нових компонентів, у ньому ще більше знизилося внутрішнє тертя, стиснення палива досягло більш високих ступенів, а також з'явилася нова система управління. Все це (за теорією) має перевести до зниження витрати палива, приблизно на 6% або навіть більше при використанні нової коробки G33.

### 45S
В червні 2022 року представили електричні сідлові тягачі 4х2 та шасі 6х2/4, зі спальними кабінами R та S.
Повна маса електричного автопоїзда може сягати 64 т (для Швеції). Що ж до запасу ходу, то він у тягача 4х2 із шістьма батареями ємністю 624 кВт становить 350 км при середній швидкості 80 км/год. Вихідна потужність такої машини дорівнює 560 к.с.
Зарядка від станції 375 кВт дозволяє за годину забезпечити запас ходу в 270 – 300 км.

### Двигуни
| Модель             | Позначення двигуна | Циліндри           | Об'єм              | Потужність               | Крутний момент                 | Паливо             | Норми викидів      | Роки виробництва   |
| 13-літрові двигуни | 13-літрові двигуни | 13-літрові двигуни | 13-літрові двигуни | 13-літрові двигуни       | 13-літрові двигуни             | 13-літрові двигуни | 13-літрові двигуни | 13-літрові двигуни |
| ------------------ | ------------------ | ------------------ | ------------------ | ------------------------ | ------------------------------ | ------------------ | ------------------ | ------------------ |
| S410               | DC13 115           | Р6                 | 12,7 л             | 302 кВт при 1.900 об/хв  | 2.150 Нм при 1.000-1.300 об/хв | Дизпаливо          | Євро-6             | 2016-              |
| S450               | DC13 124           | Р6                 | 12,7 л             | 331 кВт при 1.900 об/хв  | 2.350 Нм при 1.000-1.300 об/хв | Дизпаливо          | Євро-6             | 2016-              |
| S500               | Н/Д                | Р6                 | 12,7 л             | 368 кВт при 1.900 об/хв  | 2.550 Нм при 1.000-1.300 об/хв | Дизпаливо          | Євро-6             | 2016-              |
| 16-літрові двигуни |                    |                    |                    |                          |                                |                    |                    |                    |
| R520               | DC16 101/105/116   | V8                 | 16,4 л             | 520 к.с. при 1.900 об/хв | 2.700 Нм при 1.000-1.300 об/хв | Дизпаливо          | Євро-6             | 2016-2023          |
| R530               | DC16 123           | V8                 | 16,4 л             | 530 к.с. при - об/хв     | 2.800 Нм при- об/хв            | Дизпаливо          | Євро-6             | 2023-              |
| R580               | DC16 102/106/117   | V8                 | 16,4 л             | 580 к.с. при 1.900 об/хв | 3.000 Нм при 1.000-1.350 об/хв | Дизпаливо          | Євро-6             | 2016-2023          |
| R590               | DC16 123           | V8                 | 16,4 л             | 590 к.с. при - об/хв     | 3.050 Нм при- об/хв            | Дизпаливо          | Євро-6             | 2023-              |
| R650               | DC16 118           | V8                 | 16,4 л             | 650 к.с. при - об/хв     | 3.300 Нм при - об/хв           | Дизпаливо          | Євро-6             | 2017-2023          |
| R660               | DC16 123           | V8                 | 16,4 л             | 660 к.с. при - об/хв     | 3.300 Нм при- об/хв            | Дизпаливо          | Євро-6             | 2023-              |
| R730               | DC16 103/107/108   | V8                 | 16,4 л             | 730 к.с. при 1.900 об/хв | 3.500 Нм при 1.000-1.400 об/хв | Дизпаливо          | Євро-6             | 2016-2023          |
| R770               | DC16 123           | V8                 | 16,4 л             | 770 к.с. при - об/хв     | 3.700 Нм при- об/хв            | Дизпаливо          | Євро-6             | 2023-              |